# سیارک ۲۱۳۶۲۹
سیارک ۲۱۳۶۲۹ (به انگلیسی: 213629 Binford، نامگذاری:2002QK67)۲۱۳۶۲۹مین سیارک کشف شده‌است که در ۲۶ اوت ۲۰۰۲ کشف شد.